# Anolis impetigosus
Anolis impetigosus är en ödleart som beskrevs av  Cope 1864. Anolis impetigosus ingår i släktet anolisar, och familjen Polychrotidae. Inga underarter finns listade i Catalogue of Life.